# Lantzia carinata
Lantzia carinata es una especie de molusco gasterópodo de la familia Lymnaeidae en el orden de los Basommatophora. Es la única especie del género Lantzia.

## Distribución geográfica
Es endémica de la isla Reunión.